# Робер, Клеманс
Антуанетта Анриетта Клеманс Робер (англ. Antoinette-Henriette-Clémence Robert; 6 декабря 1797, Макон — 1 декабря 1872, Париж) — французская писательница, драматург и поэтесса.

## Биография
Антуанетта Анриетта Клеманс Робер родилась 6 декабря 1797 года в городе Маконе в семье помощника судьи. Ещё в студенческие годы она с упоением увлеклась историей и её первой изданной работой стала «Cri de joie d’une Française sur la naissance de SAR Mgr le duc de Bordeaux» (Mme Ve Porthmann 1820).
В 1830 году, в год Июльской революции, её отец умер и она переехала в Париж к своему старшему брату — часовщику Анри Роберу. Столица дала ей возможность войти в общество других писательниц, что, безусловно, придало ей новых литературных знаний.
Сначала Антуанетта Анриетта Клеманс Робер работала в одной из парижских библиотек, а в 1845 году она удалилась в тишину католического монастыря Аббеи-о-Буа, который сдавал комнаты женщинам с высоким социальным положением. Но вскоре однообразная монастырская жизнь ей наскучила, и она вернулась к своей карьере.
Антуанетта Анриетта Клеманс Робер умерла 1 декабря 1872 года в Париже, не дожив всего пять дней до своего 75-летия.
В то время как романисты того времени склонялись к эскапистской фантастике, её исторические романы пересматривали темы социализма и республиканства. Её взгляды были частично сформированы работами социалиста-антикатолика Эжена Сю. Согласно «ЭСБЕ», среди множества написанных ей исторических романов лучшим считается «Les quatre sergents de la Rochelle» (1849). Помимо этого, вместе с Камиллой Лейнадье, она собрала и отредактировала мемуары Джузеппе Гарибальди, которые они представили как биографию, инсценированную по частям.

## Избранная библиография Робер
- Mandrin, roman historique (1846)Texte sur Gallica
- Le Baron de Trenck, roman (1863)Texte sur Gallica
- Le tribunal secret, roman historique (1875)Texte sur Gallica
- Latude ou Les mystères de la Bastille (1875)[7]
- Les quatre sergents de la Rochelle, roman historique (1876)Texte sur Gallica
- Les voleurs du Pont neuf, (1883)Texte sur Gallica